# Power Mac G4 Cube

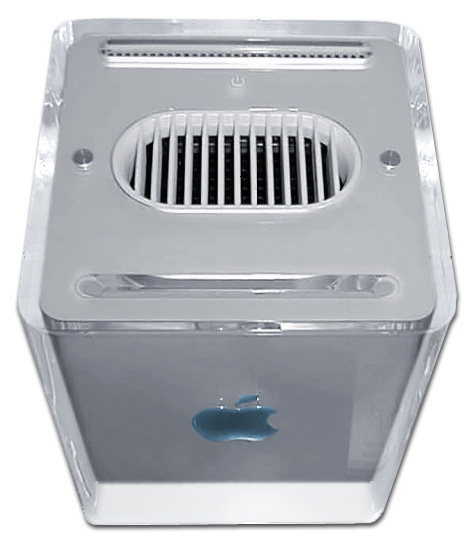
Apple Power Mac G4 Cube.

En el 2000, Apple presentó el PowerMac G4 Cube como un producto intermedio entre el iMac y el Power Mac G4, ofreciendo un ordenador compacto como el iMac, y al mismo tiempo, tan potente y ampliable como los PowerMac G4 de la época.
No llevaba ningún ventilador (aunque llevaba un soporte interno para un ventilador, este no estaba instalado), funcionando única y exclusivamente por convección, todo ello en una carcasa de metacrilato de 8 x 8 x 10 pulgadas diseñada por Jonathan Ive. Además, incluía dos altavoces diseñados siguiendo la línea del G4 Cube fabricados por Harman Kardon.
Fue su precio, partiendo de $1.699 dólares estadounidenses, lo que llevó a su fracaso comercial y al cese de su venta en tan solo un año.
El G4 Cube necesitaba de un monitor externo, que se podía conectar por el puerto VGA o ADC de la tarjeta gráfica. También contaba con dos puertos USB, dos puertos FireWire 400, un puerto Ethernet 10/100 y un módem 56k para conectarlo a la línea telefónica.
Su excepcional diseño ha permitido que sea exhibido en el MoMA, el Museo de Arte Moderno de Nueva York.